# Вулиця Котляревського (Полтава)
Вулиця Котляревського — одна з вулиць Полтави, знаходиться у Шевченківському районі міста. Пролягає від вулиці Пилипа Орлика до вулиці Шевченка. Перетинається з вулицями Соборності, Небесної Сотні та Юліана Матвійчука.

## Історичні пам'ятники і забудова
Вулицю Протопопівську було прокладено на початку XIX століття за планами Полтави 1803—1805 років. У 1903 році на ділянці вулиці між Малопетрівською (нині вул. Небесної Сотні) та Кузнецькою (нині вул. Юліана Матвійчука) було закладено Котляревський бульвар (див. Бульвар Котляревського), а 30 серпня (12 вересня) того ж року відкрито пам'ятник Івану Петровичу Котляревському. В 1908 році вулицю перейменовано на вулицю Котляревського.
Вулиця серйозно постраждала від повітряних бомбардувань у 1943 році, тому історична архітектура збереглася тільки частково. На бульварі Котляревського з дореволюційної забудови зберігся будинок окремих класів Полтавської духовної семінарії (будинок № 20/8 на розі вул. Небесної Сотні і Котляревського), в яких викладав диригент і композитор Гордій Павлович Гладкий. Пізніше в цьому будинку було музичне училище, а потім крамниці московської фірми «Чай К. С. Попових». Зараз у будинку знаходиться Обласний відділ народної освіти.
Зберігся також будинок на розі з вулицею Юліана Матвійчука (будинок № 20/23), побудований у 1922—1923 роках за проектом архітектора А. Я. Лангмана в стилі конструктивізму, в якому розташовувався Полтавський народний дім імені В. Г. Короленка. Сьогодні в будинку розташована загальноосвітня школа І—ІІІ ступенів № 10 імені Володимира Короленка.
Ділянка вулиці від перетину з вул. Юліана Матвійчука і до вулиці Шевченка також називається сквером Нескорених на честь молодіжної підпільної організації, яка діяла в Полтаві в період окупації міста німецько-фашистськими загарбниками. У 1967 році в сквері встановлено монумент «Нескореній полтавчанці» в пам'ять про керівника групи Героя Радянського Союзу Лялі Убийвовк.
На розі вулиць Котляревського і Шевченка (колишня Новополтавська) зберігся будинок купця Самуїла Когана (буд. № 32), побудований у 1905 році за проектом архітектора В. Л. Весселі в стилі модерн. Поруч — будинок колишньої приватної жіночої гімназії Вахніної, побудований також на початку ХХ століття. Зараз у ньому розташоване видавництво «Полтава».

## Галерея

Вулиця на світлині початку XX ст.
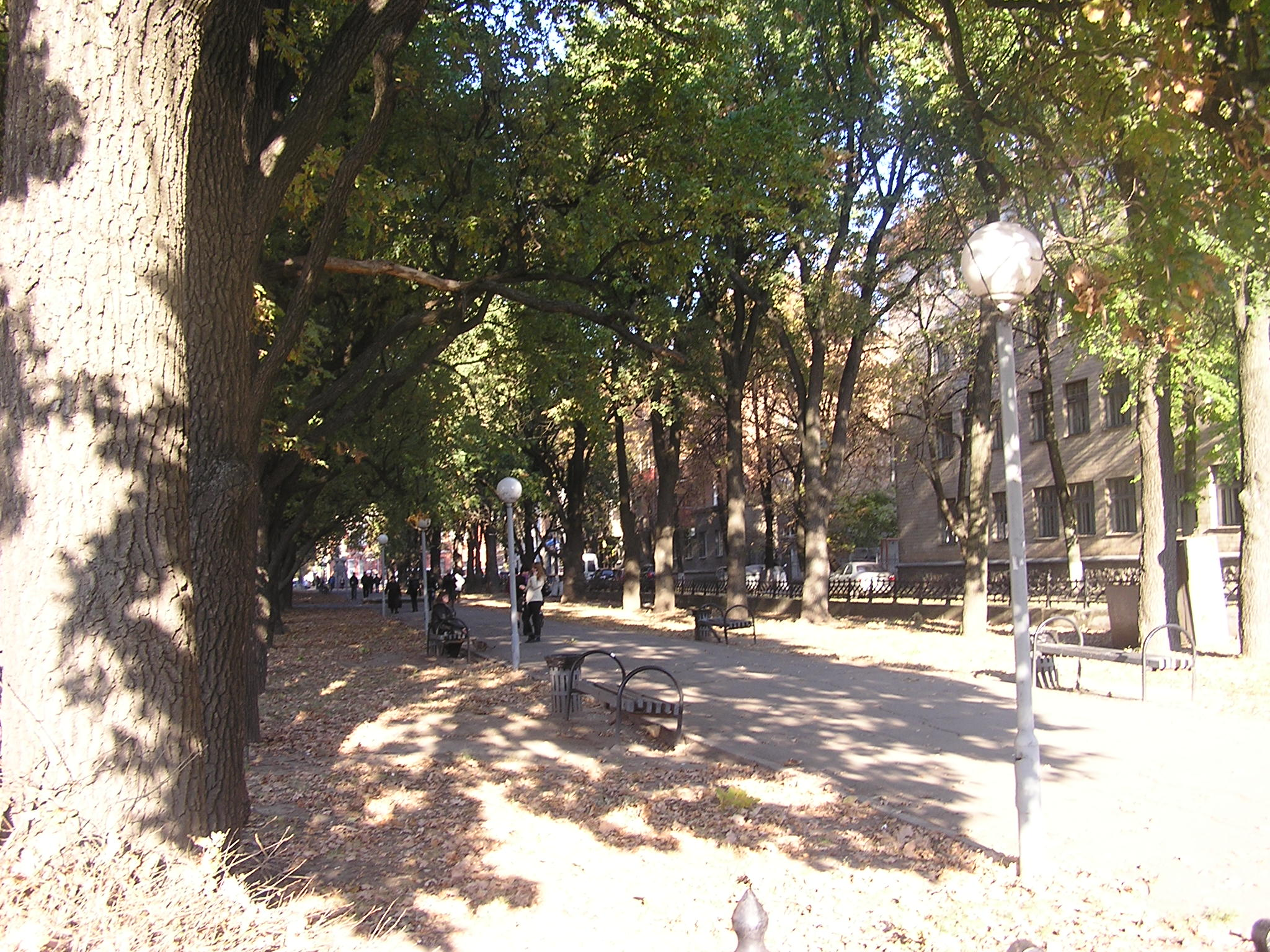
Бульвар Котляревського сьогодні
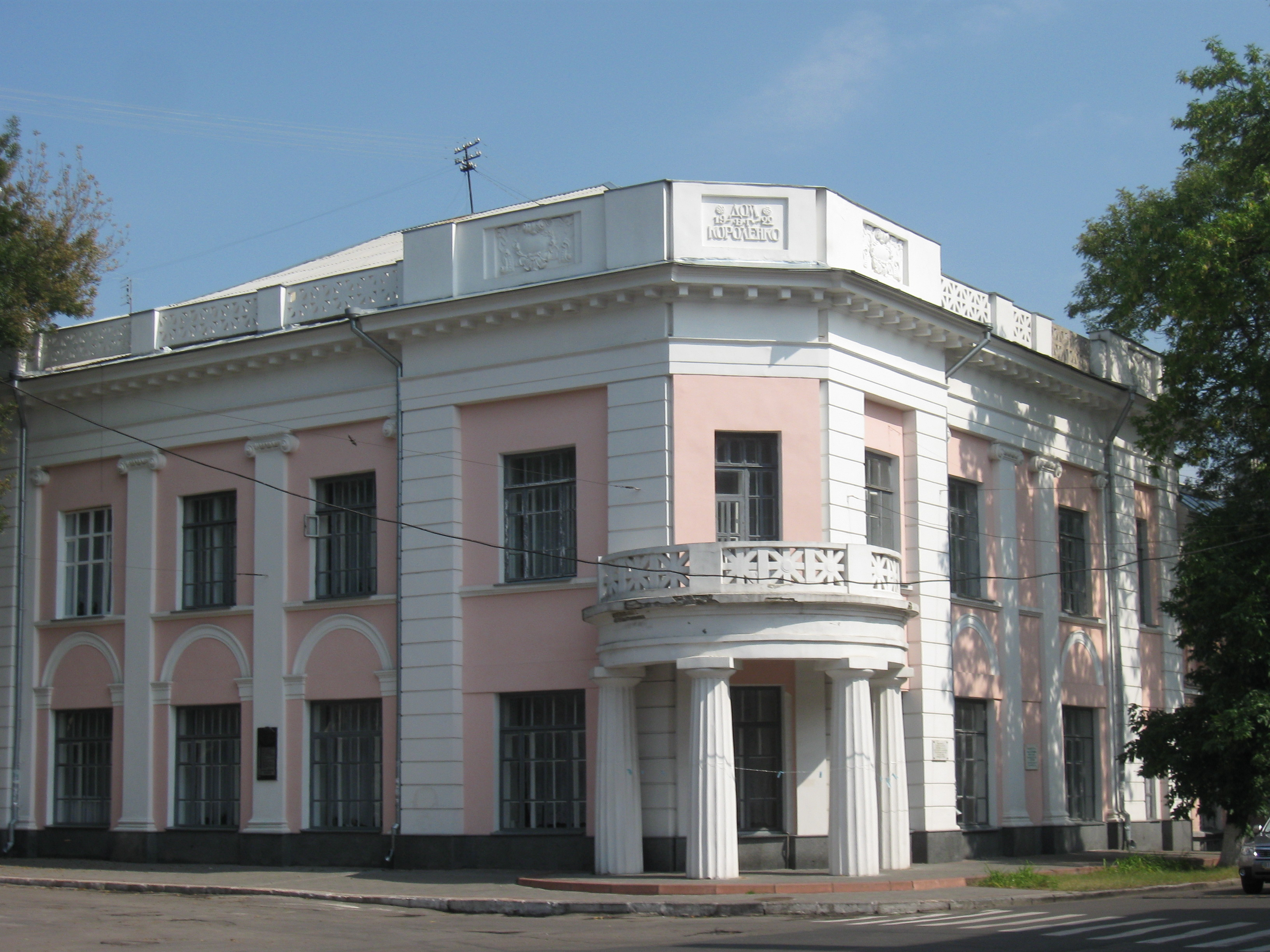
Народний дім ім. В. Г. Короленка